# شهرستان جیشوی
شهرستان جیشوی (به لاتین: Jishui County) یک منطقهٔ مسکونی در چین است که در ژی ان واقع شده‌است. شهرستان جیشوی ۲٬۵۷۱ کیلومتر مربع مساحت و ۴۸۰٬۰۰۰ نفر جمعیت دارد.